# Limonia hera
Limonia hera là một loài ruồi trong họ Limoniidae. Chúng phân bố ở miền Australasia.